# Oxford (Ohio)
Oxford è una città degli Stati Uniti d'America, situata nello Stato dell'Ohio, nella contea di Butler.

## Istruzione
- Miami University